# Tignécourt
Tignécourt là một xã ở tỉnh Vosges, vùng Grand Est, Pháp. Xã này có diện tích 18,97 km² dân số năm 1999 là 111 người. Xã này nằm ở khu vực có độ cao trung bình 312 m trên mực nước biển.

## Biến động dân số
| Năm | 1962 | 1968 | 1975 | 1982 | 1990 | 1999 |
| --- | ---- | ---- | ---- | ---- | ---- | ---- |
| Dân số | 165  | 180  | 159  | 124  | 115  | 111  |
| From the year 1962 on: No double counting—residents of multiple communes (e.g. students and military personnel) are counted only once. |      |      |      |      |      |      |